# Territoriale prelatuur Aiquile
De territoriale prelatuur Aiquile (Latijn: Praelatura Territorialis Aiquilensis) is een rooms-katholieke territoriale prelatuur met als zetel Aiquile, in Bolivia. De territoriale prelatuur is suffragaan aan het aartsbisdom Cochabamba. Alle prelaten tot heden (2024) waren lid van de Franciscanen. 

## Geschiedenis
De territoriale prelatuur werd opgericht op 11 december 1961, uit delen van het bisdom Cochabamba, en was suffragaan aan het aartsbisdom Sucre. Op 30 juli 1975 veranderde het van kerkprovincie en werd suffragaan aan het nieuw verheven aartsbisdom Cochabamba. 

## Parochies
De territoriale prelatuur had in 2021 een oppervlakte van 23.325 km2 en telde 411.180 inwoners waarvan 89,9% rooms-katholiek was.

## Prelaten
- Jacinto Eccher (16 december 1961 - 22 november 1986)
- Adalberto Arturo Rosat (22 november 1986 - 25 maart 2009)
- Jorge Herbas Balderrama (25 maart 2009 - heden)

Cochabamba (aartsbisdom) · Aiquile (territoriale prelatuur) · Oruro